# Stelle principali della costellazione del Triangolo Australe
Segue un prospetto delle stelle principali della costellazione del Triangolo Australe, elencate per magnitudine decrescente.